# Gipsköpfle
Gipsköpfle är en bergstopp i Österrike.   Den ligger i distriktet Bludenz och förbundslandet Vorarlberg, i den västra delen av landet, 500 km väster om huvudstaden Wien. Toppen på Gipsköpfle är 1 975 meter över havet, eller 39 meter över den omgivande terrängen. Bredden vid basen är 0,20 km.
Terrängen runt Gipsköpfle är bergig åt nordväst, men åt sydost är den kuperad. Närmaste större samhälle är Bludenz, 9,9 km norr om Gipsköpfle. 
Trakten runt Gipsköpfle består i huvudsak av gräsmarker. Runt Gipsköpfle är det ganska glesbefolkat, med 47 invånare per kvadratkilometer.